# 丹尼洛夫 (雅羅斯拉夫爾州)
58°11′N 40°10′E / 58.183°N 40.167°E
丹尼諾夫（俄语：Дани́лов）是俄羅斯雅羅斯拉夫爾州東北部的城市，位於州府雅羅斯拉夫爾東北69公里。

## 地理
丹尼洛夫位于西伯利亞鐵路上，在莫斯科的东北约350千米处，附近城市有柳比姆（位于丹尼洛夫东北35千米处）和圖塔耶夫（位于丹尼洛夫西南50千米处）。

## 历史
丹尼洛夫1592年首見於文獻，传说早在13世纪末它就已经由当时的莫斯科大公丹尼尔·亚历山德罗维奇设立了，据说丹尼洛夫的名字就是从他来的。
1607年在俄罗斯空位时期中丹尼洛夫波蘭立陶宛聯邦的军队摧毁，但是在18世纪里又发展为一个手工业地区。1777年随俄罗斯在案770年代的行政区划改革过程中丹尼洛夫获得了一个自己的市徽。1872年从雅羅斯拉夫爾通往沃洛格达的铁路经过丹尼洛夫。从20世纪初开始这段铁路是西伯利亚铁路的一部分。

## 人口
丹尼洛夫的人口正逐年遞減中。
2010年人口15,861；2002年人口17,245；1989年人口18,857。

## 经济和交通
丹尼洛夫最主要的经济部门是木材加工和奶产品以及其它食品工业。
丹尼洛夫位于俄罗斯M8公路以及西伯利亚铁路上。从这里有去沃洛格达的分支铁路，这条分支铁路至今为止使用交流电。从丹尼洛夫有去往雅罗斯拉夫尔、沃洛格达和布伊的班车。